# Saint-Cyr-le-Chatoux

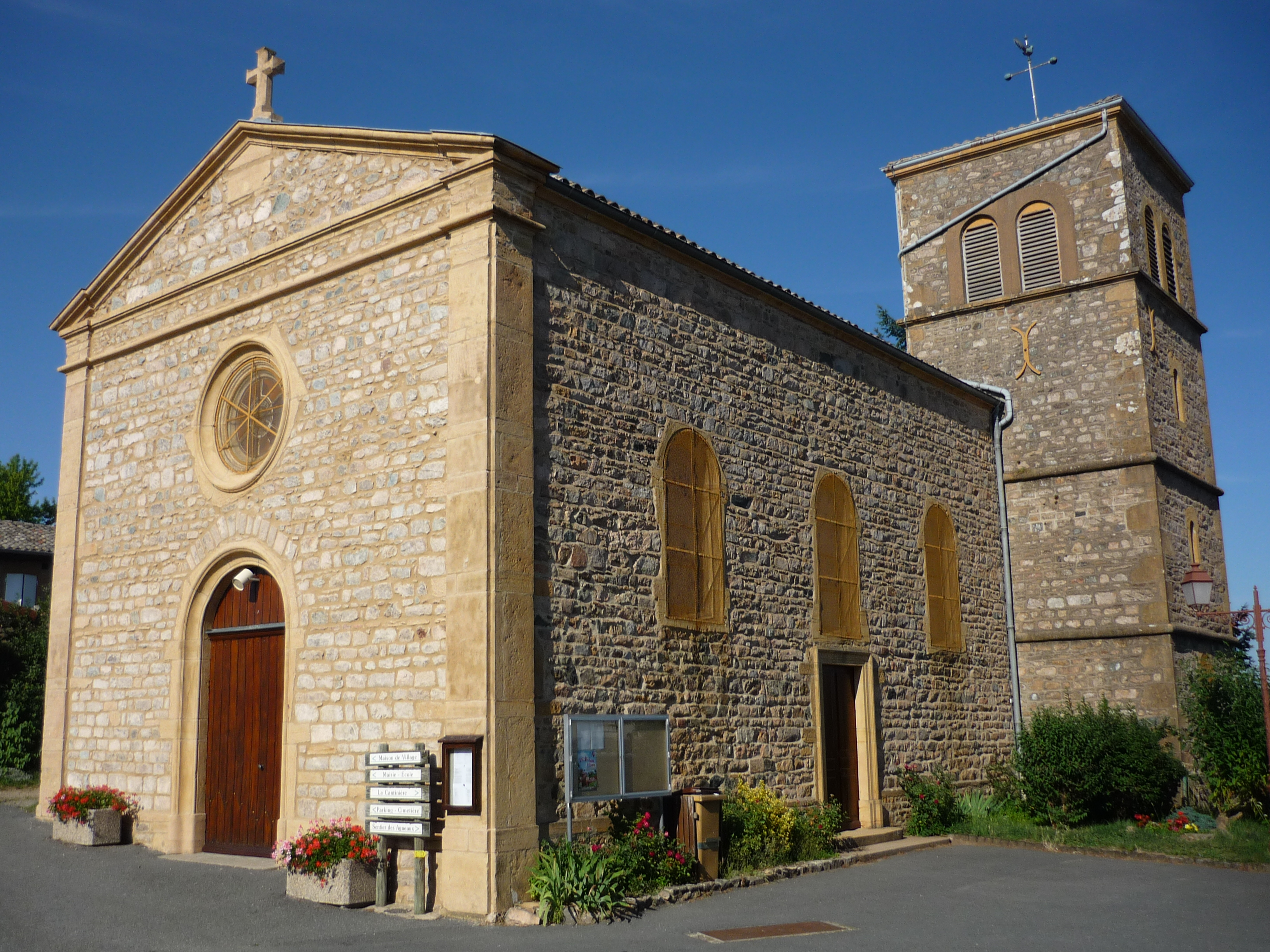
Kościół w Saint-Cyr-le-Chatoux, 2011

Saint-Cyr-le-Chatoux – miejscowość i gmina we Francji, w regionie Owernia-Rodan-Alpy, w departamencie Rodan.
Według danych na rok 1990 gminę zamieszkiwało 85 osób, a gęstość zaludnienia wynosiła 14 osób/km² (wśród 2880 gmin regionu Rodan-Alpy Saint-Cyr-le-Chatoux plasuje się na 1535. miejscu pod względem liczby ludności, natomiast pod względem powierzchni na miejscu 1431.).